# Ion-Mobility-Massenspektrometer
Ion-mobility-Massenspektrometer (IMS-MS) ist eine Kopplung von Ionen-Mobilitäts-Spektrometer mit der Massenspektrometrie.
Erste Arbeiten zur IMS-MS wurden schon 1962 von Earl W. McDaniel publiziert. 1963 veröffentlichten McAfee und Edelson Arbeiten zu einer IMS-TOF Kopplung. Weitere Forschungsgeräte folgten. Erst im Jahr 1999 entwickelten D.E. Clemmer und Kollegen ein IMS-TOF mit einem orthogonal angeflanschten TOF. Dies führte letztlich zur Entwicklung eines Ion mobility-Quadrupol-CID-TOF-MS-Gerätes durch die Firma Micromass (UK) und zum ersten kommerziellen Gerät dieses Typs durch die Waters Corporation im Jahr 2006.
Der Vorteil der Kopplung von Ion-mobility und Massenspektrometer ist der, dass die Driftzeit in der IMS-Zelle von der Querschnittsfläche des Ions abhängig ist, während das Massenspektrometer nach Masse-zu-Ladung-Verhältnis selektiert. Somit können z. B. isomere Verbindungen mit unterschiedlicher Querschnittsfläche unterschieden werden. In den letzten Jahren wurden zunehmend Anwendungen für die IMS-MS auch im Bereich "kleiner Moleküle" entdeckt.